# Guimaraesiella (Cicchinella) avinus
Guimaraesiella (Cicchinella) avinus is een luizensoort uit de familie Philopteridae. De wetenschappelijke naam van de soort is voor het eerst geldig gepubliceerd in 1955 door Ansari.